# Штучна вагіна

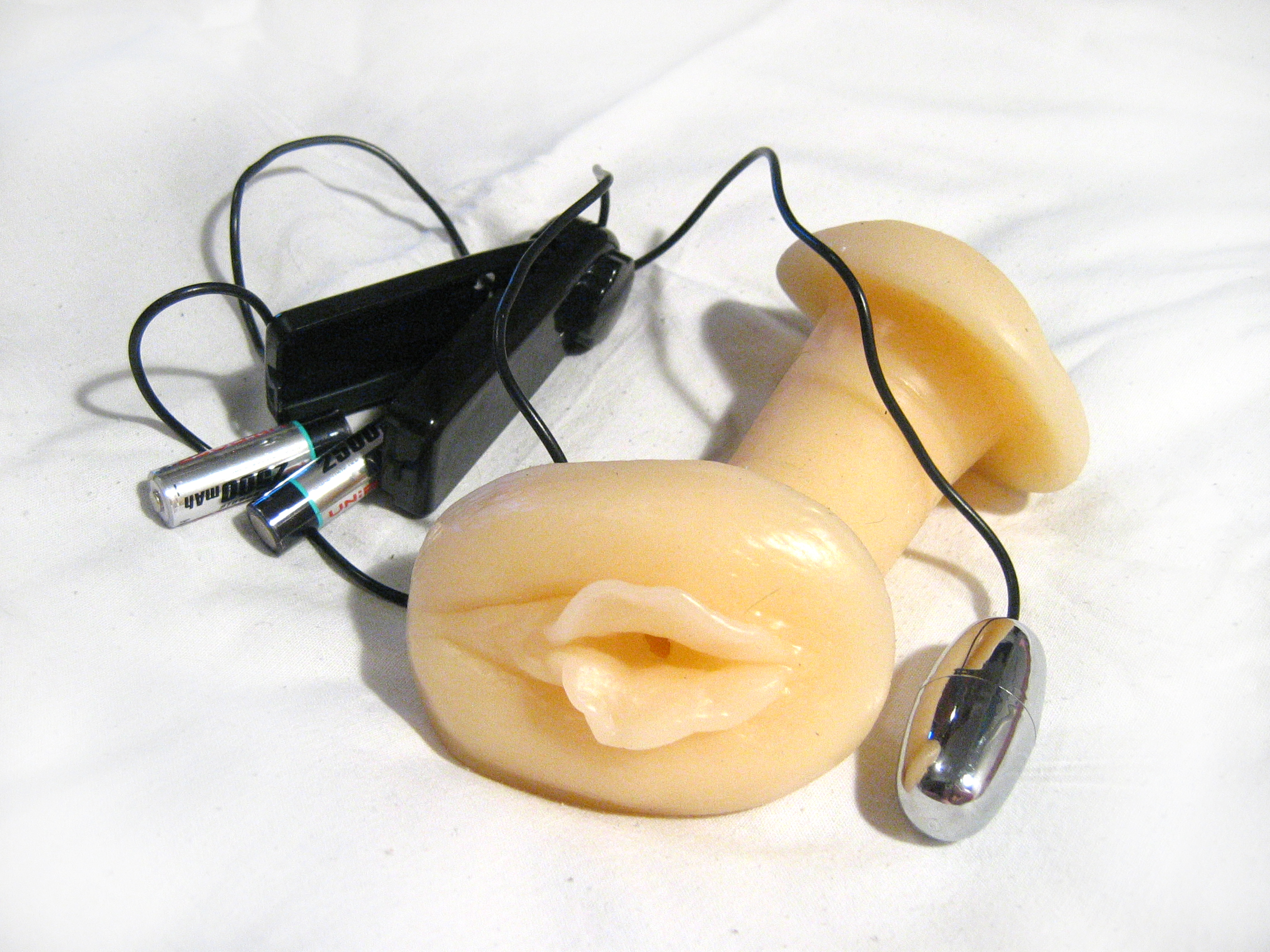
Штучна вагіна з зарядним пристроєм

Шту́чна вагі́на — різновид секс-іграшок, призначених для стимуляції пеніса. Штучна вагіна — імітація жіночих статевих органів (вагіни і вульви), де пеніс піддається активній масажній дії за допомогою м'яких ґульок-збудників, розташованих по всій внутрішній довжині штучної вагіни й за наявності спеціального пристрою, вібрації. Виготовляється з м'яких і теплих матеріалів. Деякі штучні вагіни мають ще й імітацію анального отвору.
Штучні вагіни використовуються не тільки для мастурбації чоловіка. Їх часто розглядають як елемент сексуальної гри двох партнерів. Вони допомагають привести м'який незбуджений пеніс в ерегований стан. Дозволяє використовувати руки й пальці для стимуляції.

## Модифікації
Існують прилади з вібродвигунами і/або пневматичними пристроями, є прості моделі, які необхідно самостійно приводити в рух. Є прості з відносно простим зовнішнім виглядом, є моделі, що копіюють статеві губи і лобкове волосся.
Деякі пристрої забезпечені помпами. Вони імітують гру мускулатури вагіни й феляцію. За допомогою регулятора можна привести помпу в дію і її губи почнуть працювати дуже інтенсивно. При цьому можлива регуляція сили смоктальних рухів. Деякі штучні вагіни оснащені вбудованим нагрівачем. Вони можуть мати також вприскувальний пристрій, за допомогою якого виділяється «вагінальна лубрикація». Існують штучні вагіни з зубами.